# Чемпионат Беларуси по футзалу
Это статья о турнире по футзалу АМФ, о турнире по футзалу ФИФА см. Чемпионат Белоруссии по мини-футболу.
Чемпионат Белоруссии по футболу в залах (официальное название: Чемпионат Республики Беларусь по футзалу) — ежегодное соревнование среди клубов, организуемое Белорусской федерацией футзала. Проводится с 1993 года.
Самыми титулованными командами являются минские «Атлант» и «Белкоммунмаш», «Энергетик» из Новолукомля, а также гомельские вагоностроители, трижды становившиеся чемпионами страны.
В сезоне 2011/12 чемпионат Белоруссии был открытым. В нём принимала участие российская команда «Подводник» из Ярославля.

## Участники чемпионата в сезоне 2017/18
| Клуб             | Город     | Место 2016/17 |
| ---------------- | --------- | ------------- |
| Военная академия | Минск     | 4             |
| Динас            | Докшицы   | -             |
| Мелиоратор       | Ганцевичи | -             |
| Меркурий-ГТК     | Брест     | 2             |
| Союз-Энерго      | Бобруйск  | 1             |
| Строитель        | Червень   | 3             |

## Победители и призёры
| Сезон     | Чемпион                 | Второе место                  | Третье место                | Лучший бомбардир                                               |
| --------- | ----------------------- | ----------------------------- | --------------------------- | -------------------------------------------------------------- |
| 1993/1994 | Локомотив (Витебск)     | Атлант (Минск)                | Стройзаказ (Минск)          |                                                                |
| 1994/1995 | Атлант (Минск)          | Энергетик (Новолукомль)       | Дубровка (Оршанский район)  |                                                                |
| 1995/1996 | Энергетик (Новолукомль) | Атлант (Минск)                | Дубровка (Оршанский район)  |                                                                |
| 1996/1997 | Атлант (Минск)          | Дубровка (Оршанский район)    | Энергетик (Новолукомль)     |                                                                |
| 1997/1998 | Атлант (Минск)          | Дубровка (Оршанский район)    | Энергетик (Новолукомль)     |                                                                |
| 1998/1999 | Энергетик (Новолукомль) | Атлант (Минск)                | Энергетик (Новолукомль) (?) |                                                                |
| 1999/2000 | Энергетик (Новолукомль) | Университет (Витебск)         | Гранит (Микашевичи)         |                                                                |
| 2000/2001 | Университет (Витебск)   | Станкостроитель (Барановичи)  | Атлант (Минск)              |                                                                |
| 2001/2002 | Университет (Витебск)   | Алартрейд (Минск)             | Атлант-Бархим (Барановичи)  |                                                                |
| 2002/2003 | ММПЗ-ГАИ (Минск)        | Университет-Спартак (Витебск) | Атлант (Барановичи)         |                                                                |
| 2003/2004 | Чемпионат не проводился | Чемпионат не проводился       | Чемпионат не проводился     | Чемпионат не проводился                                        |
| 2004/2005 | Чемпионат не проводился | Чемпионат не проводился       | Чемпионат не проводился     | Чемпионат не проводился                                        |
| 2005/2006 | Элласт (Новолукомль)    | Буг (Брест)                   | Гранит (Микашевичи)         | Владимир Сазонов (Буг) — 22                                    |
| 2006/2007 | Охрана (Минск)          | Витьба-Венера (Витебск)       | ВРЗ (Гомель)                | Максим Коцур (ВРЗ) — 23                                        |
| 2007/2008 | Коммунальник (Берёза)   | Городея (Минская область)     | ВРЗ (Гомель)                | Сергей Степанюк (Коммунальник), Андрей Кипра (Городея) — по 23 |
| 2008/2009 | Белкоммунмаш (Минск)    | Охрана (Минск)                | Минск (Минск)               | Александр Редьков (Охрана) — 19                                |
| 2009/2010 | Белкоммунмаш (Минск)    | Охрана-Динамо (Минск)         | ВРЗ (Гомель)                |                                                                |
| 2010/2011 | Белкоммунмаш (Минск)    | ВРЗ (Гомель)                  | Охрана-Динамо (Минск)       |                                                                |
| 2011/2012 | ВРЗ (Гомель)            | Брествторчермет (Брест)       | Подводник (Ярославль)       | Дмитрий Троцкий (Охрана-Динамо) — 19                           |
| 2012/2013 | ВРЗ (Гомель)            | Брествторчермет (Брест)       | Охрана-Динамо (Минск)       | Алексей Наливайко (Брествторчермет) — 31                       |
| 2013/2014 | ВРЗ (Гомель)            | Брествторчермет (Брест)       | Бобруйск                    | Александр Коваль (ВРЗ) — 17                                    |
| 2014/2015 | Брествторчермет (Брест) | Строитель (Червень)           | ВРЗ (Гомель)                | Евгений Каратченя (Бобруйск) — 23 гола                         |
| 2015/2016 | Меркурий-ГТК (Брест)    | Аист (Пинск)                  | Бобруйск                    | Евгений Каратченя (Бобруйск) — 17                              |
| 2016/2017 | Союз-Энерго (Бобруйск)  | Меркурий-ГТК (Брест)          | Строитель (Червень)         | Дмитрий Крук (Союз-Энерго) — 19                                |

## Титулы по клубам
| Титулы | Клуб                    | Сезоны                    |
| ------ | ----------------------- | ------------------------- |
| 3      | ВРЗ (Гомель)            | 2011/12, 2012/13, 2013/14 |
| 3      | Белкоммунмаш (Минск)    | 2008/09, 2009/10, 2010/11 |
| 3      | Энергетик (Новолукомль) | 1995/96, 1998/99, 1999/00 |
| 3      | Атлант (Минск)          | 1994/95, 1996/97, 1997/98 |
| 2      | Университет (Витебск)   | 2000/01, 2001/02          |
| 1      | Союз-Энерго (Бобруйск)  | 2016/17                   |
| 1      | Меркурий-ГТК (Брест)    | 2015/16                   |
| 1      | Брествторчермет (Брест) | 2014/15                   |
| 1      | Коммунальник (Берёза)   | 2007/08                   |
| 1      | Охрана-Динамо (Минск)   | 2006/07                   |
| 1      | Элласт (Новолукомль)    | 2005/06                   |
| 1      | ММПЗ-ГАИ (Минск)        | 2002/03                   |
| 1      | Локомотив (Витебск)     | 1993/94                   |